# Volta a la Baixa Saxònia
La Volta a la Baixa Saxònia (en alemany Internationale Niedersachsen-Rundfahrt) fou una cursa ciclista per etapes que es disputà a la Baixa Saxònia, Alemanya, entre el 1977 i el 2007. Fins al 1995 la cursa fou reservada a ciclistes amateurs. Des del 2005 la cursa formà part de l'UCI Europe Tour, amb una categoria 2.1.
Fins al 2017 existí una cursa reservada als júniors.

## Palmarès
| Any  | Vencedor             | Segon               | Tercer              |
| ---- | -------------------- | ------------------- | ------------------- |
| 1977 | Hans Langerijs       | Leo Karner          | Martin Havik        |
| 1978 | Peter Becker         | Jan Brzezny         | Jiri Skoda          |
| 1979 | Kim Andersen         | Jan Krawczyk        | Wilfried Trott      |
| 1980 | Viatsxeslav Dedjonow | Iuri Kaschirin      | Zbigniew Szepkowski |
| 1981 | Olaf Ludwig          | Lechoslaw Michalak  | Karsten Podlesch    |
| 1982 | Anton van der Steen  | Ales Trcka          | Henk van Weers      |
| 1983 | Dainis Liepinsch     | Uwe Raab            | Dan Radtke          |
| 1984 | Alexander Sinowiew   | Detlef Macha        | Frank Kühn          |
| 1985 | Uwe Ampler           | Uwe Raab            | Dan Radtke          |
| 1986 | Sergei Uslamin       | Mario Hernig        | Frank Kühn          |
| 1987 | Helmut Wechselberger | Ernst Christl       | Dimitri Zdanov      |
| 1988 | Dirk Meier           | Zenon Jaskula       | Arvi Tammesalu      |
| 1989 | Carsten Wolf         | Zenon Jaskula       | Arvi Tammesalu      |
| 1990 | Thomas Liese         | Zbigniew Piatek     | Sergei Smiewskoi    |
| 1991 | Lubor Tesar          | Jan Karlsson        | Vladimir Perelazny  |
| 1992 | Steffen Wesemann     | Lutz Lehmann        | Alexander Ivankin   |
| 1993 | Bert Dietz           | Alexander Ivankin   | Lubor Tesar         |
| 1994 | Jens Voigt           | Jan Ullrich         | Ralf Schmidt        |
| 1995 | Pavel Padrnos        | Stephan Gottschling | Michael Rich        |
| 1996 | Stephan Gottschling  | Michael Rich        | Frantisek Trkal     |
| 1997 | Jens Voigt           | Martin Muller       | Jan Schaffrath      |
| 1998 | Andreas Klöden       | Chann McRae         | Grischa Niermann    |
| 1999 | Torsten Schmidt      | Martin Rittsel      | Olaf Pollack        |
| 2000 | Torsten Schmidt      | Fred Rodriguez      | Bert Grabsch        |
| 2001 | Grischa Niermann     | Torsten Schmidt     | Mathias Buxhofer    |
| 2002 | Olaf Pollack         | Robert Bartko       | Grischa Niermann    |
| 2003 | Nicolas Jalabert     | Thomas Conecny      | Niels Scheuneman    |
| 2004 | Bert Roesems         | Stefan Kupfernagel  | Stephan Schreck     |
| 2005 | Stefan Schumacher    | Aleksandr Kólobnev  | Marc Wauters        |
| 2006 | Alessandro Petacchi  | Danilo Hondo        | Mathew Hayman       |
| 2007 | Alessandro Petacchi  | Graeme Brown        | Gerald Ciolek       |